# Ofensiva no sul do Iêmen em 2022
A ofensiva no sul do Iêmen em 2022 iniciou-se em agosto de 2022 quando as forças separatistas iemenitas do Movimento do Sul, apoiado pelos Emirados Árabes Unidos, principalmente representadas pelo Conselho de Transição do Sul, lançaram uma ofensiva nas regiões de Shabwah e Abyan. Inicialmente, as forças sulistas lutaram principalmente contra as forças do governo apoiados pela Arábia Saudita, a maioria pertencente ao braço armado do partido Islah. Desde o início de setembro de 2022, no entanto, a ofensiva do Movimento do Sul tornou-se mais focada na luta contra os redutos locais da Al-Qaeda.

## Antecedentes
Desde 2014, o Iêmen está envolvido em uma guerra civil travada entre várias facções. Estas podem ser divididas em dois campos principais: o movimento Houthi, que domina o norte do Iêmen, e uma coalizão frouxa de forças anti-Houthis que controlam o restante do país. No entanto, o campo anti-Houthi tem sido frequentemente afetado por lutas internas, pois inclui grupos que apoiam a união do Iêmen – apoiados pela Arábia Saudita – bem como grupos pró-separatistas do Movimento do Sul, principalmente o Conselho de Transição do Sul, apoiado pelos Emirados Árabes Unidos. Na tentativa de acabar com os combates, as Nações Unidas organizaram um cessar-fogo entre os Houthis e seus inimigos, enquanto o campo anti-Houthi organizou um novo governo central na forma do Conselho de Liderança Presidencial . Este último, inclui personalidades pró-união e pró-separatista.
Enquanto o cessar-fogo foi amplamente mantido, o Conselho de Liderança Presidencial falhou em resolver as tensões entre o campo anti-Houthi. Além disso, o poder das forças pró-união, como o partido Islah, declinou, enquanto a popularidade das ideias separatistas do sul aumentou nos territórios controlados pelo campo anti-Houthi. As crescentes tensões dentro do Conselho de Liderança Presidencial finalmente escalaram em agosto de 2022.

## A ofensiva
Em 7 de agosto de 2022, confrontos pesados eclodiram em Ataq entre as tropas sulistas e governistas. Em 8 de agosto, mísseis atingiram o Aeroporto de Ataq, atingindo as forças sulistas. Tanques e soldados foram posicionados na cidade e dezenas de famílias fugiram.
Em 10 de agosto, após três dias de intensos confrontos, as forças sulistas assumiram o controle da capital de Shabwah, Ataq, forçando as tropas governistas a se retirarem para outros distritos. No mesmo dia, após intensos confrontos, as forças do sul capturaram a base da 2.ª Brigada de Infantaria de Montanha em Azzan. As forças governistas também se retiraram dos locais militares nos distritos de Nisab, Radhum, Habban e Mayfa'a. Segundo oficiais não identificados citados pela AP, pelo menos 35 pessoas foram mortas em confrontos. Relatórios não confirmados alegaram que as forças do Conselho de Transição do Sul em Shabwah foram apoiadas por ataques de drones realizados pelas Forças Armadas dos Emirados Árabes Unidos.
Em 12 de agosto, um drone suspeito dos Emirados Árabes Unidos atingiu posições das forças armadas na província de Hadramawt. Em 13 de agosto, uma disputa por um edifício militar resultou em confrontos entre as Forças Gigantes e as Forças de Defesa de Shabwah em Ataq, durante as quais o comandante da última foi morto. Em 15 de agosto, um drone dos Emirados Árabes Unidos atingiu uma posição militar em Shabwah, permitindo que as forças do sul avançassem em direção a Marib e Hadramawt. Um civil foi morto em um ataque no distrito de Jardan. Os confrontos supostamente continuaram em 17 de agosto com as forças sulistas usando artilharia pesada e drones.
Alguns dias depois, as forças separatistas capturaram importantes campos de petróleo na província de Shwabwah. Em 21 de agosto, foi relatado que as forças governistas decidiram entregar o controle de Shuqra e as áreas de Qarn al-Kalasi e Al-Arqub às forças separatistas. Também a área de Ayaz, a base de Alam e o campo de petróleo de Ayaz estavam sob controle do sul, com intensos confrontos ocorrendo ao redor dos campos de petróleo de Al-Uqla e ao longo da estrada Ataq-Abar. Mais tarde naquele dia, as forças sulistas assumiram o controle do campo de petróleo Al-Uqlah e avançaram para o distrito de Arma.
Em 22 de agosto, as forças sulistas lançaram uma operação chamada "Flechas do Leste" na província de Abyan, entrando em Shuqrah no dia seguinte. Os separatistas alegaram oficialmente que estavam libertando a área de "terroristas" como a Al-Qaeda (e sua filial local, a Al-Qaeda na Península Arábica). Mais tarde, em 22 de agosto, assumiram o controle da estrada Shuqrah-Ahwar, com os separatistas afirmando controlar 90% da província de Abyan. O presidente do Conselho de Liderança Presidencial, Rashad al-Alimi, ordenou que o Conselho de Transição do Sul parasse com seus ataques, mas seus comandos foram ignorados. Também capturaram a área de Khobar al-Maraqisha e finalmente o distrito de Ahwar. Dezenas de pessoas teriam sido mortas e feridas. Em 27 de agosto, as forças policiais lideradas pelo brigadeiro-general Ali Nasser Al-Kazmi foram destacadas em Zinjibar com concordância das forças do Conselho de Transição do Sul. Enquanto isso, intensos combates continuaram em vários locais de Shabwa.
Em 31 de agosto, as forças do sul entraram em Lawdar em Abyan sem lutar. Eles negociaram a conquista com as autoridades locais que anteriormente eram leais ao ex-presidente Abdrabbuh Mansur Hadi, mas ficaram "lançados à deriva por sua  destituição" devido à formação do Conselho de Liderança Presidencial. Em 6 de setembro, a al-Qaeda lançou um ataque às forças do sul em Ahwar. Vinte membros da Brigada Antiterror do Cinturão de Segurança dos sulistas e seis agressores foram mortos.  Dois dias depois, a Arábia Saudita convidou "líderes militares e de segurança" de Shabwah e Abyan para "consultas", possivelmente em relação à ofensiva sulista.
Em 10 de setembro, as forças do sul anunciaram uma ofensiva contra a Al-Qaeda na área de Khaber Al-Marakesha em Abyan e na região de Al-Musainah em Shabwah. As tropas da AQPA teriam fugido para a área montanhosa entre as províncias de Shabwah, Abyan e Bayda.
Em 11 de setembro, as forças do sul entraram nos distritos de Al-Wadea e Mudiyah em Abyan. No dia seguinte, três soldados sul-iemenitas  foram mortos e seis feridos em confrontos com a Al-Qaeda a leste de Moudia. Em 13 de setembro, as forças sulistas chegaram aos arredores do distrito de Mahfad. Em 14 de setembro, as forças do sul entraram em Wadi Omaran, a leste de Mudiyah, enfrentando a Al-Qaeda. Um soldado foi morto e nove feridos em dois ataques da Al-Qaeda. As forças do sul afirmaram ter matado dezenas de milicianos da Al-Qaeda usando drones e capturando partes do vale. No dia seguinte, teriam começado a desmontar dispositivos explosivos dentro do vale. Em 18 de setembro, as forças do sul anunciaram controle total sobre Wadi Omaran. A batalha por Wadi Omaran resultou na morte de pelo menos 32 soldados e 24 militantes. Em 20 de setembro, depois de limpar Wadi Omaran de dispositivos explosivos, as forças sulistas deslocaram-se para a área de "Rabeez", enquanto a Al-Qaeda recuou para "Al-Hanka".
No início de 8 de outubro, as tropas sulistas foram posicionadas no distrito de Mahfad. As forças da Al-Qaeda aparentemente fugiram para áreas montanhosas depois. Em 11 de outubro, os sulistas libertaram "Wadi Daiyqa" na periferia oeste do distrito de Mahfad. Em 2 de novembro, as autoridades separatistas declararam que haviam eliminado uma célula terrorista supostamente leal ao movimento Houthi em Shabwa; este grupo teria planejado matar o governador de Shabwa, Awadh Al-Wazer, bem como oficiais militares. Em 5 de novembro, as tropas sulistas lideradas pelos combatentes do Conselho de Transição do Sul avançaram para o vale de al-Khealah, ao sul do distrito de Mahfad, desalojando sua guarnição da Al-Qaeda. Os jihadistas locais ofereceram pouca resistência, mas dois combatentes do sul foram mortos por uma bomba à beira da estrada. Em 19 de novembro, uma bomba da Al-Qaeda matou três combatentes sulistas e feriu dois em Wadi Omaran.

## Análise
Como o Conselho de Transição do Sul faz formalmente parte do governo iemenita, o analista saudita Abdul-Aziz Alkhames argumentou que a ofensiva não deve ser vista como uma revolta. Em vez disso, a organização estava se concentrando principalmente em derrotar o partido Islah, o qual acreditava trabalhar contra os interesses do Iêmen e acusado de cooperar com o movimento Houthi. No entanto, Alkhames também opinou que a ofensiva mostrou como "o apelo por algum tipo de autonomia para o sul do Iêmen está se tornando mais 'aceitável' para certas partes agora. [...] Está se tornando mais evidente que os sulistas não aceitarão o domínio total de Sanaa novamente." Independentemente dos objetivos do Conselho de Transição do Sul, as lutas internas enfraqueceram ainda mais o governo central iemenita, bem como seus militares regulares. Além disso, a ofensiva cimentou ainda mais o declínio contínuo do outrora poderoso partido Islah.
Após a conclusão dos confrontos entre as forças governistas e sulistas, os separatistas atacaram os redutos locais da Al-Qaeda. O jornalista do South24, Ibrahim Ali, argumentou que a AQPA foi enfraquecida em grau significativo devido ao declínio do partido Islah (que às vezes tolerava sua presença), à perda de vários redutos para os separatistas e à redução de sua capacidade de se mover livremente na região. No entanto, Ali também alertou que a AQPA estava se reorganizando e possivelmente redirecionando seus ataques para desviar a atenção de seus esconderijos restantes, com o grupo essencialmente tentando resistir até que as operações de contra-insurgência fossem reduzidas. Assim, qualquer sucesso duradouro das operações anti-AQPA  estava vinculado à sua continuação por um período prolongado.